# فلوریس نله
 فلوریس نله (انگلیسی: Floris Nollet؛ زاده ۱۶ سپتامبر ۱۷۹۴ درگذشته ۱۱ ژانویهٔ ۱۸۵۳) یک فیزیک‌دان اهل بلژیک بود.